# جون إم. غامبل
جون إم. غامبل (بالإنجليزية: John M. Gamble)‏ هو ضابط أمريكي، ولد في 1791 في بروكلين في الولايات المتحدة، وتوفي في 11 سبتمبر 1836.